# Justin Löwenthal
Justin Löwenthal (* 17. Juli 1893 in Regensburg; † Juli 1969 in den Vereinigten Staaten) war ein deutsch-US-amerikanischer Getreidegroßhändler und Opfer nationalsozialistischer Verfolgung.

## Leben

### Herkunft und Privatleben
Er kam im Juli 1893 in Regensburg als Sohn von Leopold Löwenthal und dessen Ehefrau Emma (geb. Rosenbaum) in einer Familie jüdischen Glaubens zur Welt und hatte mit Adolphine, Lorle, Elsa und Dina vier Schwestern. Er blieb zeitlebens Junggeselle. Sein Vater betrieb zusammen mit seinem Onkel ein Unternehmen für Getreide- und Landesprodukte, Futterstoffe, Saatgut, Düngemittel sowie für den Import von Mais.

### Berufsleben, Verfolgung und Auswanderung
Löwenthal nahm als Soldat am Ersten Weltkrieg teil. Anschließend stieg er in das Familienunternehmen ein und übernahm schließlich die Leitung. Am 18. Mai 1923 erfolgte vonseiten der Zulassungsstelle der Kreisregierung Regensburg auf Grundlage der Verordnung über den Handel mit Lebens- und Futtermitteln die neuerliche Genehmigung für den Betrieb, mit Getreide, Mühlenprodukten, Kraftfuttermitteln, Hülsenfrüchten, Gemüse und Raufutter Handel zu treiben.
Nach anfänglichen wirtschaftlichen Erfolgen musste Löwenthal am 25. Januar 1929 Konkurs für die Firma anmelden. In der Folge wurden im Rahmen der Abwicklung des Unternehmens zahlreiche Betrugsvorwürfe gegen ihn laut. Vor dem erweiterten Schöffengericht Regensburg begann am 15. Februar 1932 der Prozess gegen ihn. Er war der gewinnsüchtigen Blankettfälschung in drei Fällen, des Betruges in neun Fällen, des versuchten Betruges in einem Fall, der Untreue in 16 Fällen, der Unterschlagung in acht Fällen sowie des gewerbsmäßigen Wuchers in fünf Fällen angeklagt. Da der Prozess größtenteils unter Ausschluss der Öffentlichkeit stattfand, bot dies der nationalsozialistischen Wochenzeitung Der Stürmer Gelegenheit, eine Schmähkampagne gegen Löwenthal zu beginnen. Sie suggerierte ihren Lesern, dass die Verhandlung nicht rechtsstaatlich ablaufe und dass die Rolle Löwenthals im Kontext der angeblichen jüdischen Weltverschwörung betrachtet werden müsse. Die Titelgeschichte der Ausgabe 15 im April 1932 beschäftigte sich mit diesem Fall. Nach der Machtergreifung der Nationalsozialisten war Löwenthal kurzzeitig im Konzentrationslager Dachau inhaftiert. Später war er zwischen dem 18. Juni 1938 und dem 14. Februar 1939 Gefangener im Konzentrationslager Sachsenhausen – es ist allerdings unklar, ob er im Hauptlager oder in einem der zahlreichen Außenlager untergebracht war. Seine Führung während dieser Zeit wurde als „zufriedenstellend“ bewertet.
Angesichts der zunehmenden Repressionen gegen Personen jüdischen Glaubens erwog Löwenthal Anfang Mai 1939 eine Auswanderung nach Paraguay, entschied sich letztlich aber dagegen. Die Kriminalpolizeileitstelle München bestätigte am 20. Mai 1939, dass er vom Reichskriminalpolizeiamt „zwecks bevorzugter Erledigung seiner Angelegenheiten“ als spätesten Termin für seine Ausreise aus Deutschland den 5. Juni 1939 zugestanden bekommen habe. Er wanderte schließlich im Juli 1939 in die Republik China nach Shanghai aus. Dort war er unter anderem in der Jüdischen Kultusgemeinde sowie in der Communal Association of Central European Jews aktiv. Vor dem Hintergrund des Sieges der Kommunisten im chinesischen Bürgerkrieg verließ er China nach etwas mehr als einem Jahrzehnt auf dem US-amerikanischen Truppentransporter USS General W. H. Gordon (AP-117) und erreichte am 13. Oktober 1949 San Francisco. Am 3. Dezember desselben Jahres registrierte er sich in Jamaica, einem Stadtviertel von New York City, und gab seine Intention an, US-amerikanischer Staatsbürger werden zu wollen. Danach verliert sich seine Spur.